# 中国拟卷螺
中国拟卷螺（学名：Volvulopsis chinensis）为囊螺科拟卷螺属的动物。在中国大陆，分布于海南等地，属于暖水性种类。其常生活于潮下带泥砂质底。